# Universidade de Tohoku

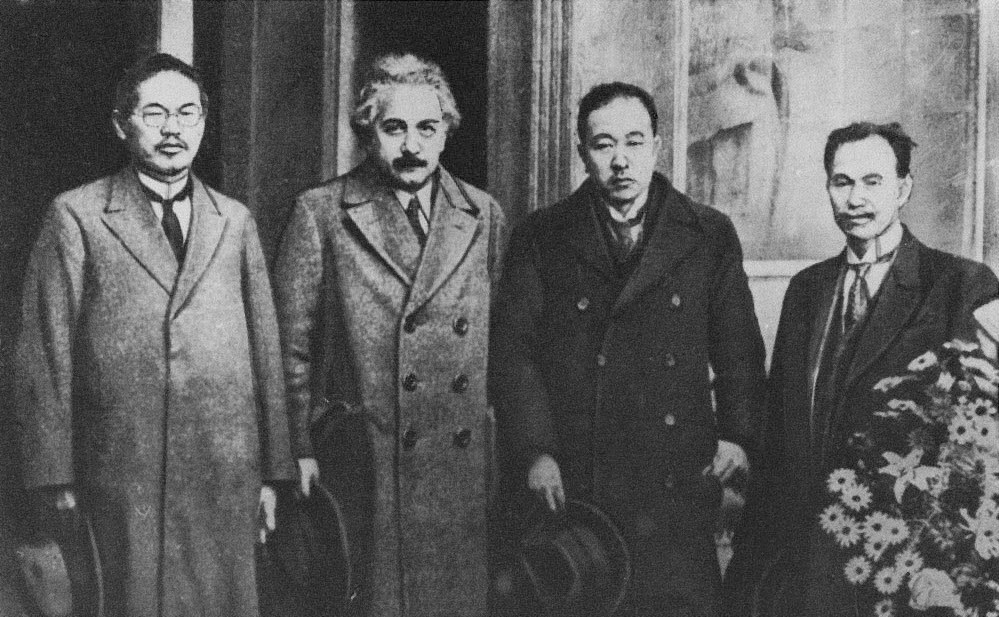
Albert Einstein visitou a Universidade Imperial de Tohoku em 1922

A Universidade de Tohoku (東北大学, Tōhoku Daigaku, abreviado como 東北大, Tōhokudai), localizada em Sendai, Miyagi, na região de Tohoku, é uma universidade japonesa. Ela foi fundada em 1907 e foi a primeira universidade japonesa a aceitar inscrições de alunas em 1913.
Ela é a terceira mais antiga do Japão, é membro do grupo das Sete Universidades Nacionais. É considerada uma das mais prestigiosas do Japão e uma das setenta mais importantes do Mundo.